# Monophorus pantherinus
Monophorus pantherinus is een slakkensoort uit de familie van de Triphoridae. De wetenschappelijke naam van de soort is voor het eerst geldig gepubliceerd in 2001 door Rolán & Peñas.